# Pingstkyrkan, Åtvidaberg
Pingstkyrkan är en kyrkobyggnad i Åtvidaberg. Kyrkan tillhör Smyrnaförsamlingen, Åtvidaberg.

## Instrument
I kyrkan finns en hammondorgel med två manualer och pedal.